# Auke Hettema

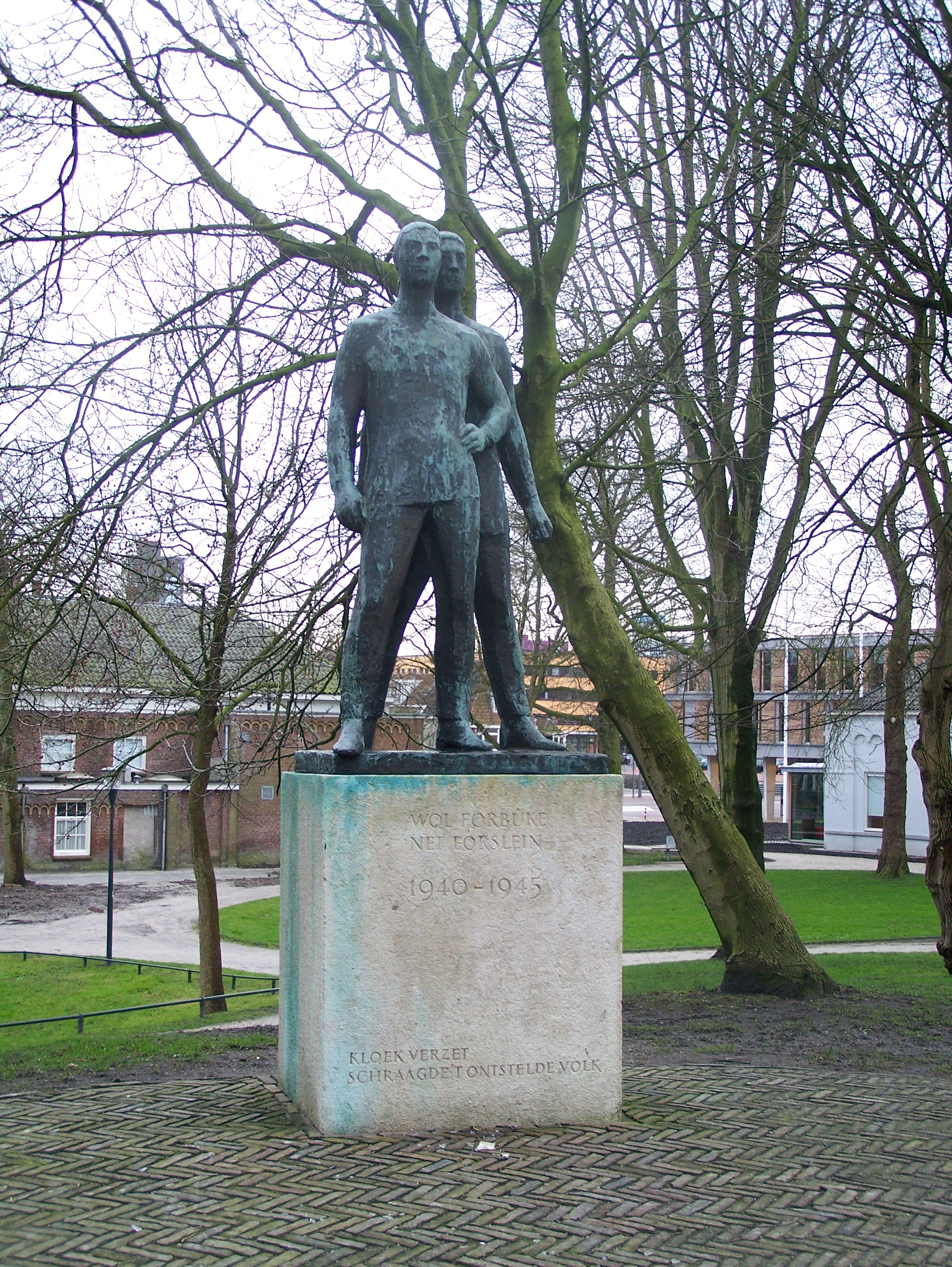
Monumento a la Resistencia Leeuwarden "Wol forbûke net forslein 1940 - 1945".

Auke Hettema (Leeuwarden, 7 de diciembre de 1927 - Ámsterdam, 19 de mayo de 2004) fue un escultor de los Países Bajos. Su pareja: Giovanna Tantillo fue también escultora.
Hettema perteneció a la generación de escultores neerlandés  posteriores a la Segunda Guerra Mundial, comenzó su carrera haciendo la guerra de resistencia y monumentos, tales como el Monumento a la Resistencia en Leeuwarden.  En 1951 ganó el prestigioso Premio de Roma

## Obras en espacios públicos
Delft
- Guillermo de Orange , en el jardín del Museo Prinsenhof,  inaugurado  por la Reina Beatriz en junio de 2003    (imágenes en Commons)

Eindhoven
- Jan van Hooff ,  Mercado

Bolduque
- Mujer con ganso (1959), Parque Zuider

Hoogeveen
- De Veenarbeider - trabajador (1973), Calle Volta    (ver Imagen)

Leeuwarden
- Patinador (1966), Heliconweg FEC    (ver Imagen)
- El caballo Frisón    (1981), Nieuwestad  (ver Imagen)
- Wol forbûke net forslein 1940 - 1945 (1955), , Prinsentuin (Memorial de la guerra),    (ver Imagen)

Leiden
- Piet Paaltjens (1959),  esquina Haagweg / Klikspaanweg

Nimega
- Ángel volando (1964), Huize Heijendaal en la Plaza Geert Groot

Róterdam
- Hugo de Groot , en el Ayuntamiento de Róterdam (ver Imagen)

Stavoren
- Wetterwolf (1973),  Havenweg

Utrecht
- Espíritus de los combatientes (1968), Parque Wilhelmina     (ver Imagen).        Amsterdam
- Dwaze Moeders (Madres de Plaza de Mayo - Argentina), Dwaze Moeders Plein, Oosdorp, Amsterdam.

## Galería

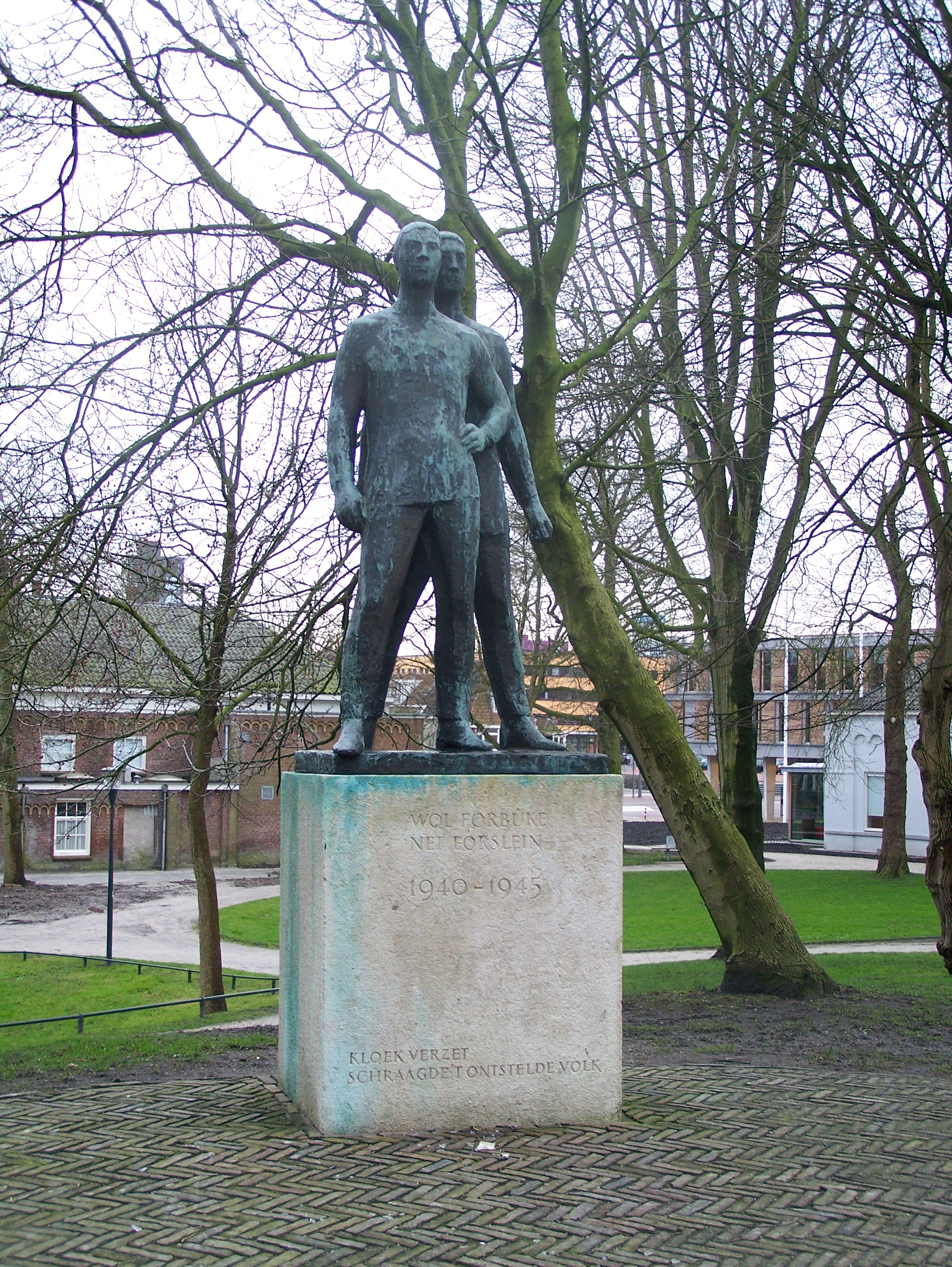
1951
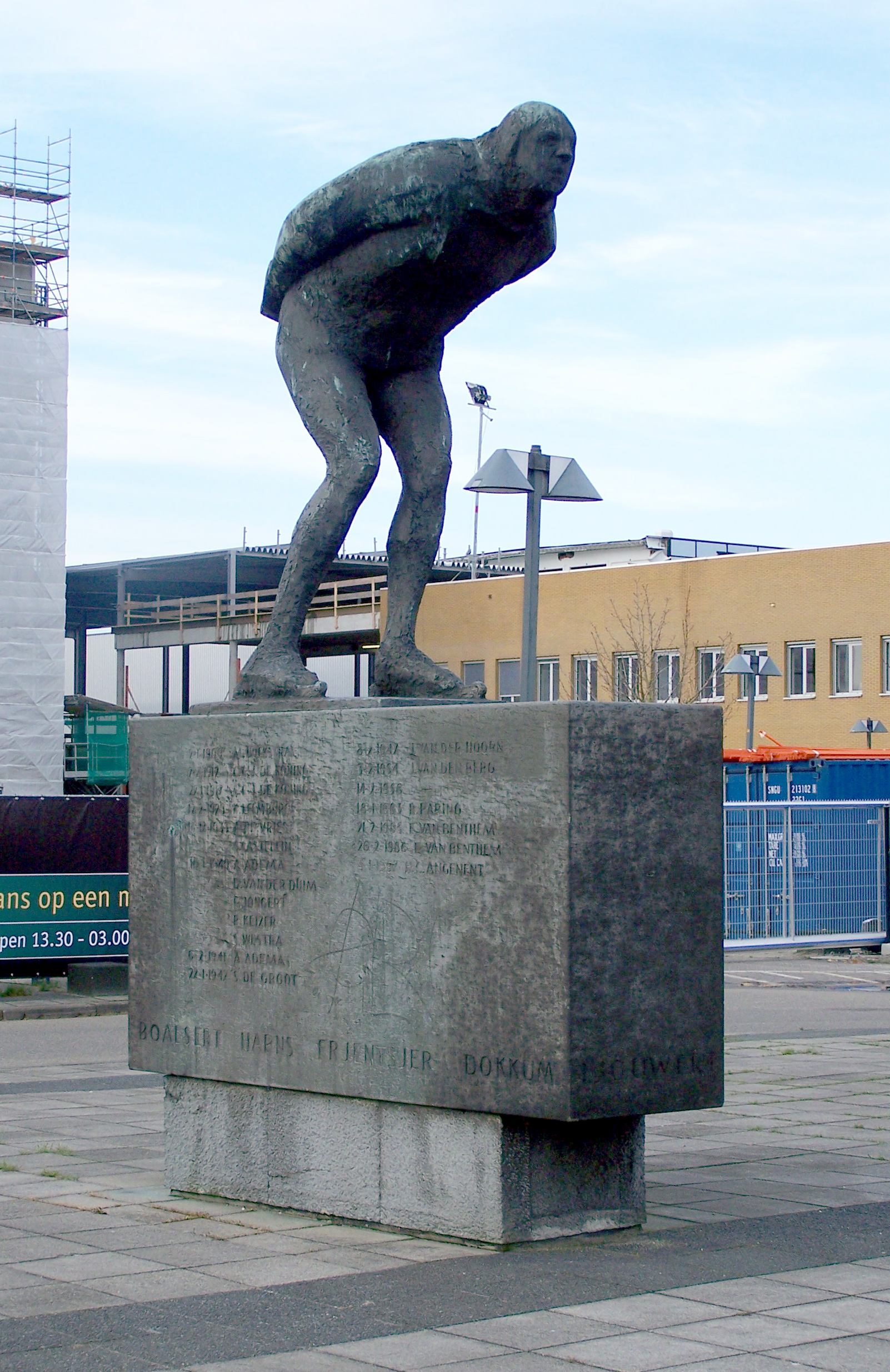
1966
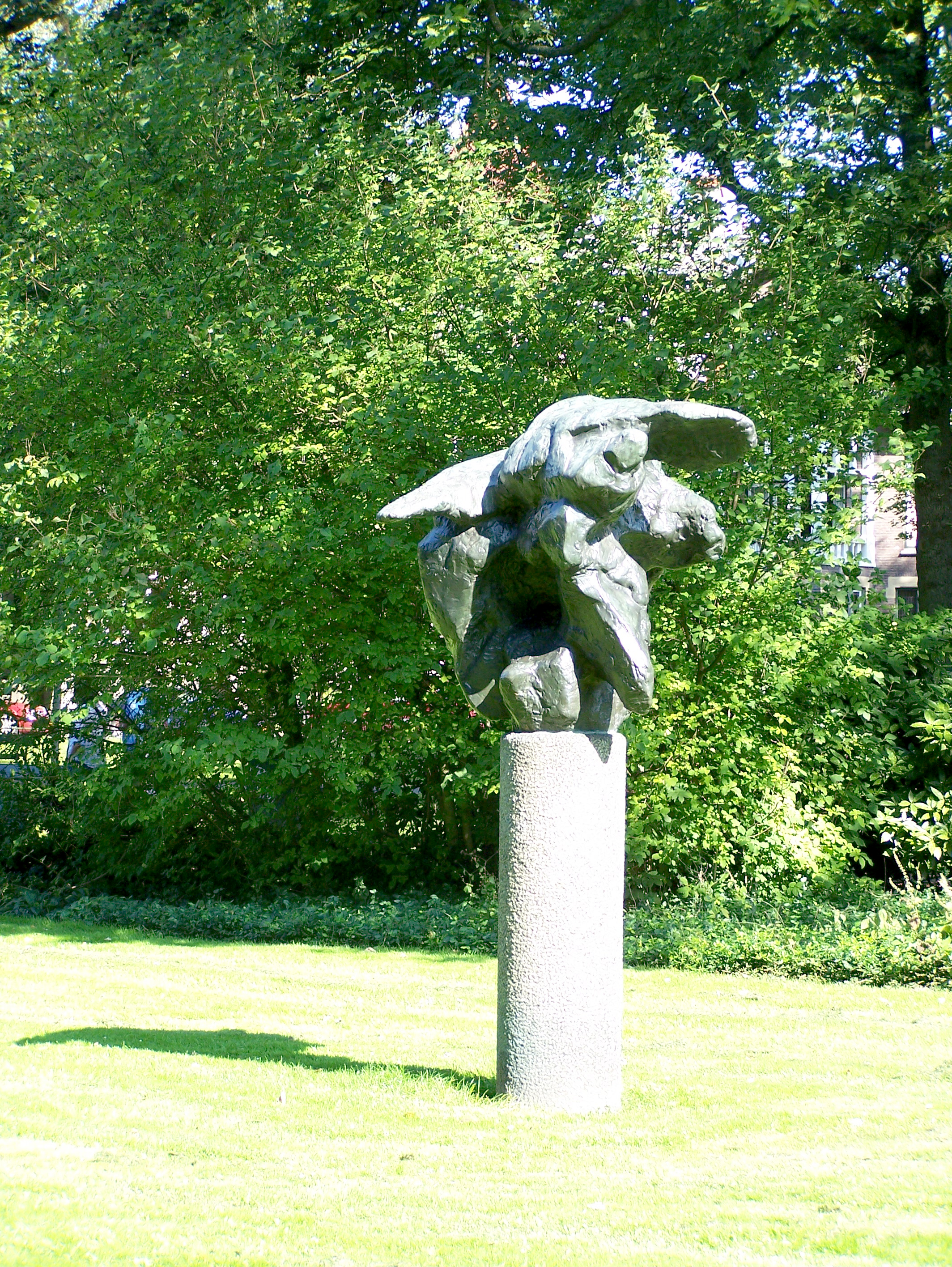
1968
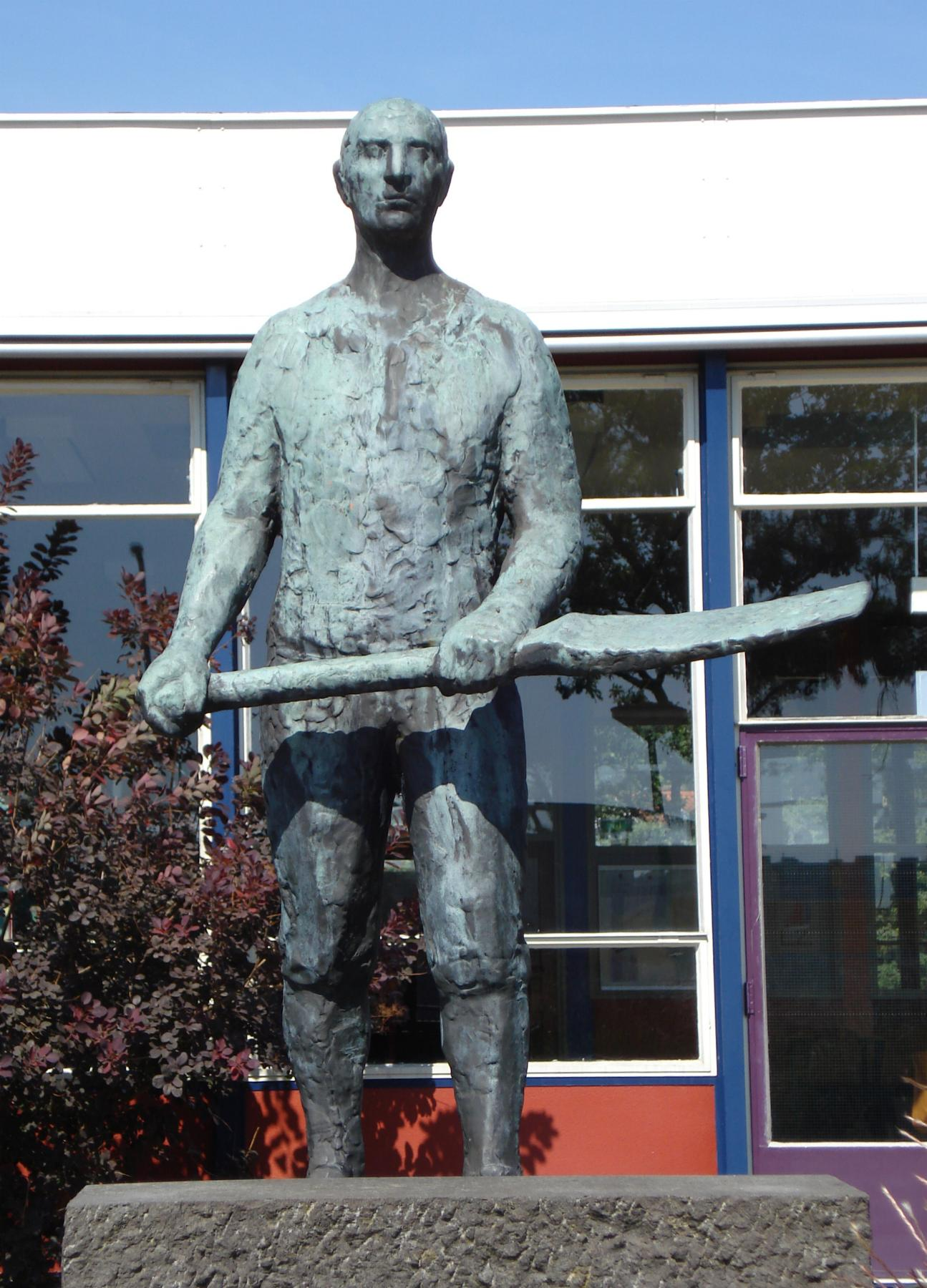
1973
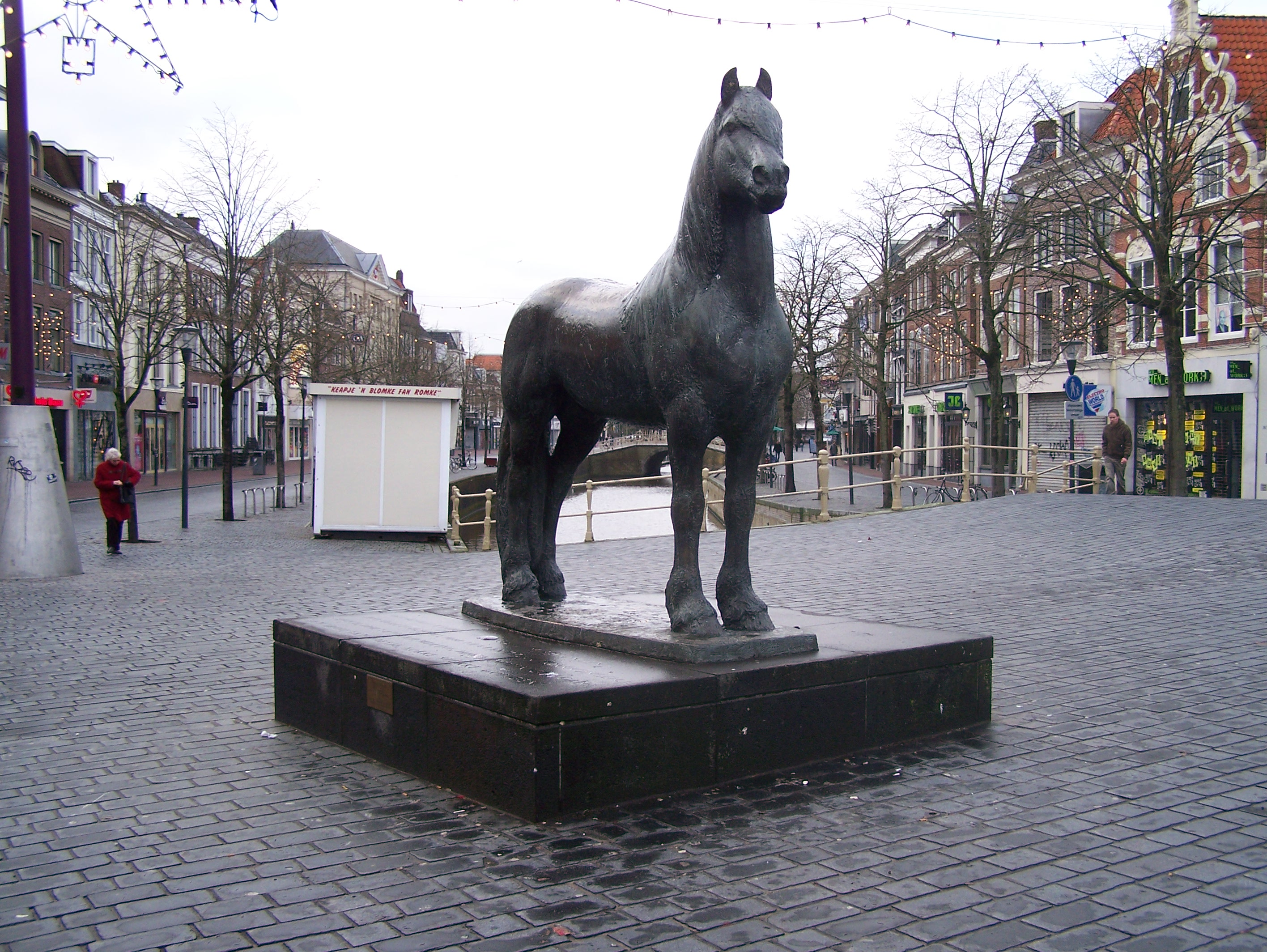
1981
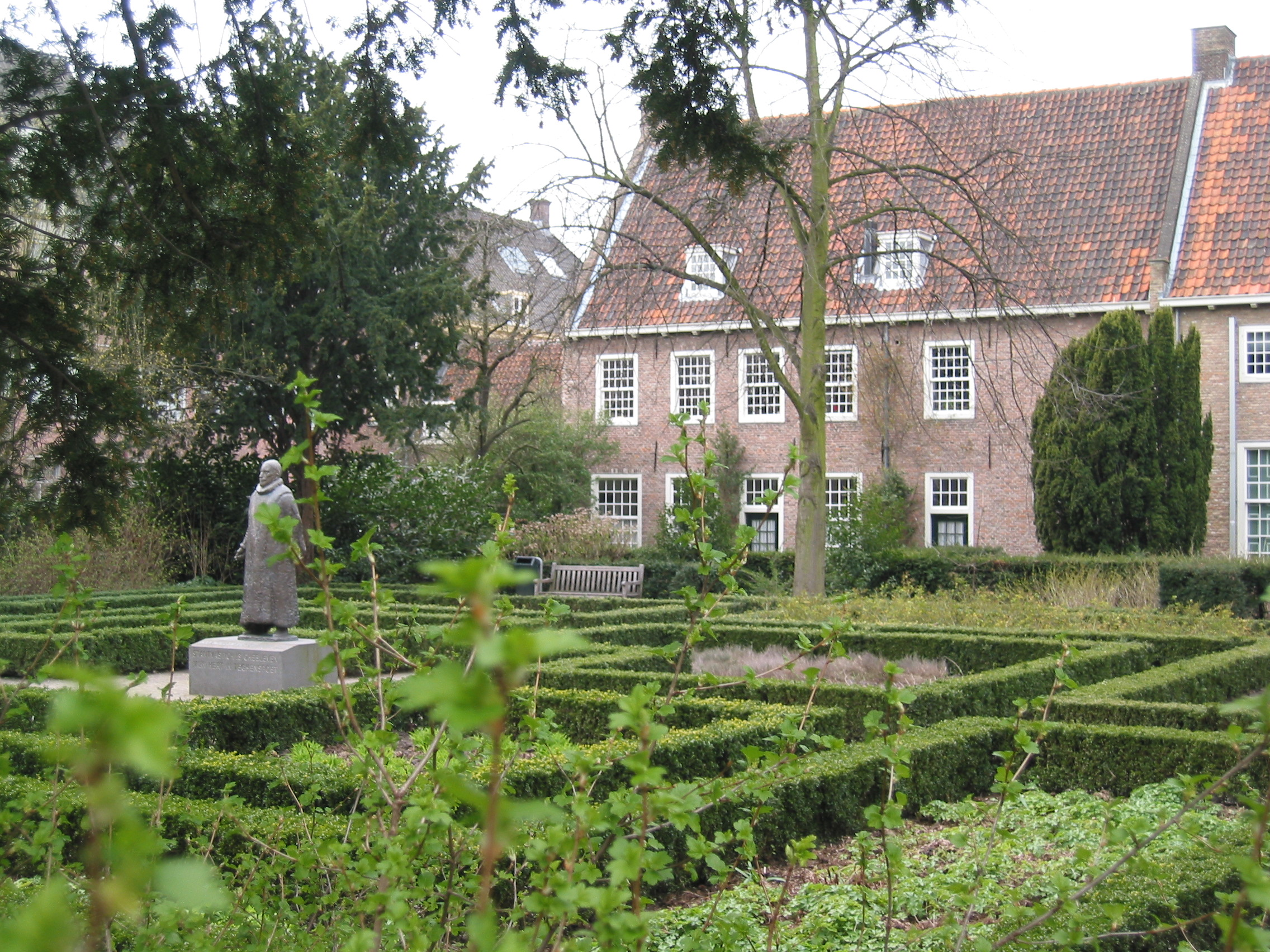
2003
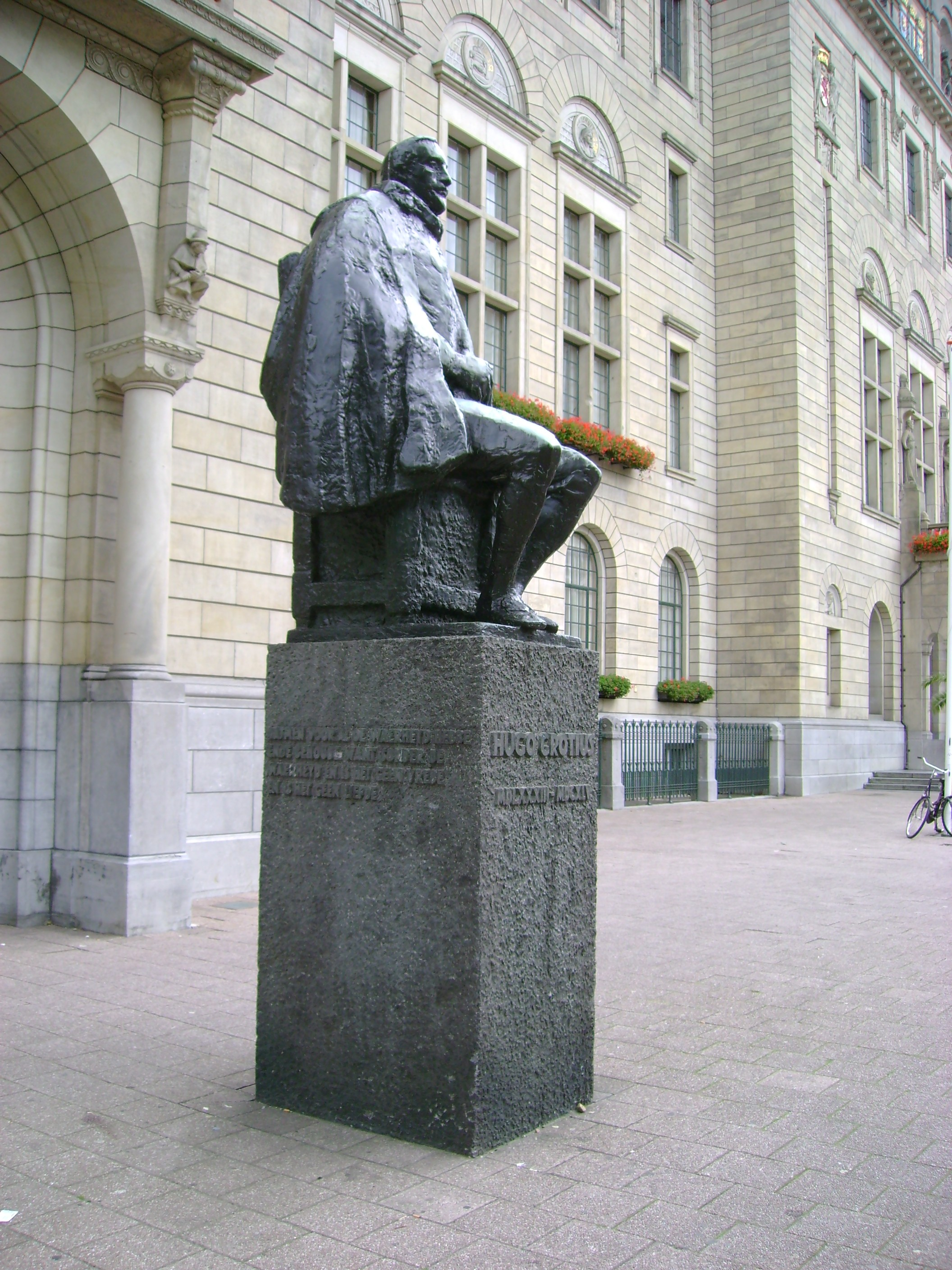
sin fecha
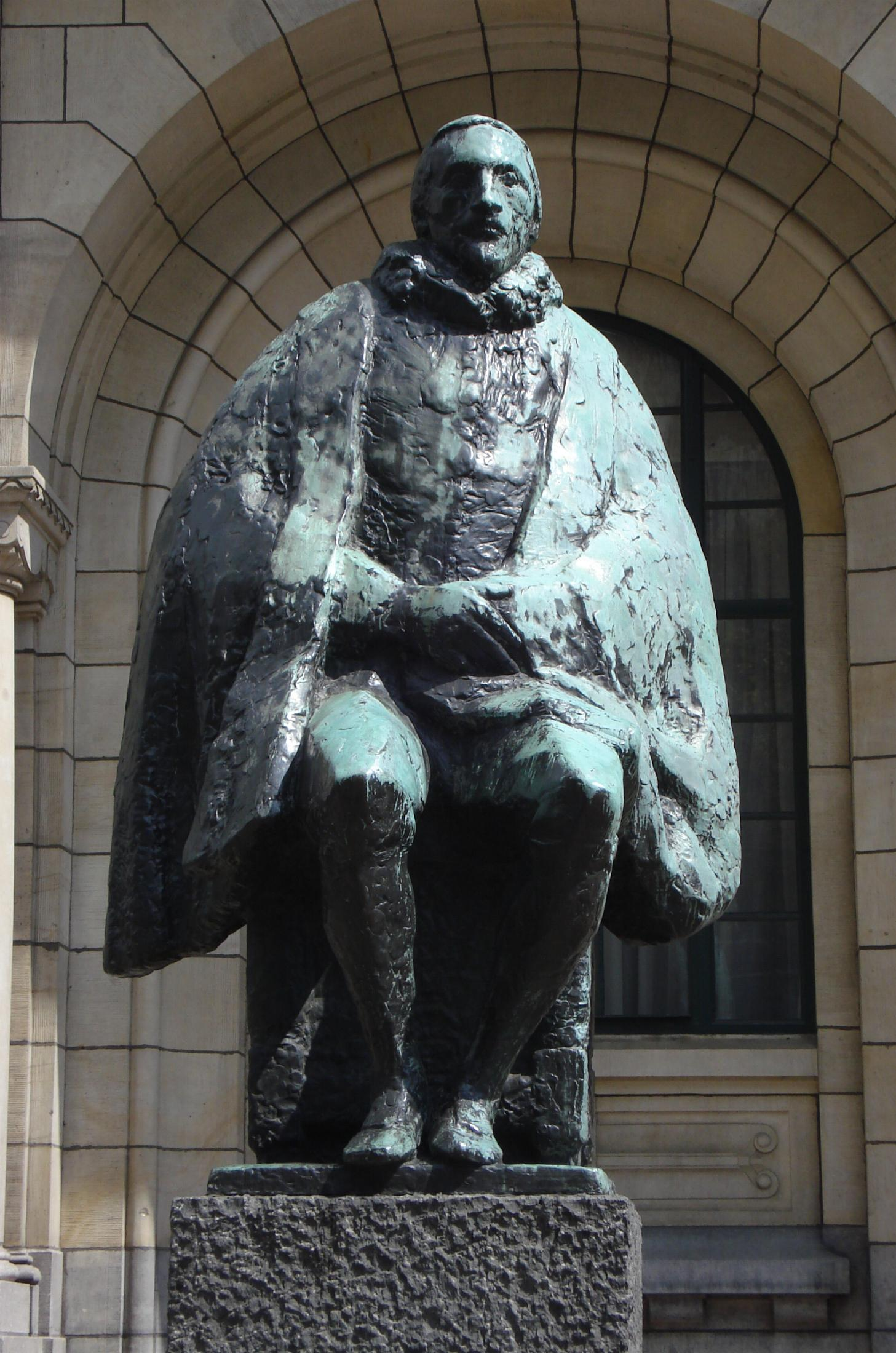
sin fecha